# Pompejus Trogus
Gnæus Pompejus Trogus (1. åhundrede e.Kr.) var en romersk historiker, der stammede fra Gallien nærmere bestemt stammen vocontierne.
Hans bedstefar udmærkede sig i krigen mod Quintus Sertorius og fik derfor borgerskab af Gnæus Pompejus Magnus.
Hans værk Historiae pillippicae et totius mundi origines et terrae situs var i 44 bøger, men er i dag gået tabt. Dog er det overleveret gennem den 200 år senere historiker Justin og de såkaldte prologi, der kort beskriver hver bogs indhold.
Trogus starter sit værk med den assyriske konge Ninus, der grundlagde Nineveh. Han undgår i det store hele at tale om Roms historie, da hans ærinde er, at skrive Grækenlands historie på latin. Han kritiserer Sallust og Livius for at bruge for meget plads på retoriske taler.

## Eksterne Henvisninger
- Engelsk oversættelse af Justins forkortelse af Pompejus Trogus' værk